# 戴佩龍
戴佩龍（1969年—），台灣電視節目製作人。2001年至2006年於上海星空衛視擔任節目部高級經理、上海區節目總監；2016年至2018年再度到上海擔任上海新文化傳媒集團綜藝事業部總經理、總裁助理。在台期間先後擔任東森超級電視台節目總監、協理；中天電視台節目部副總監，中天電視台副總經理，現為獨立製作人。